# Village Vanguard

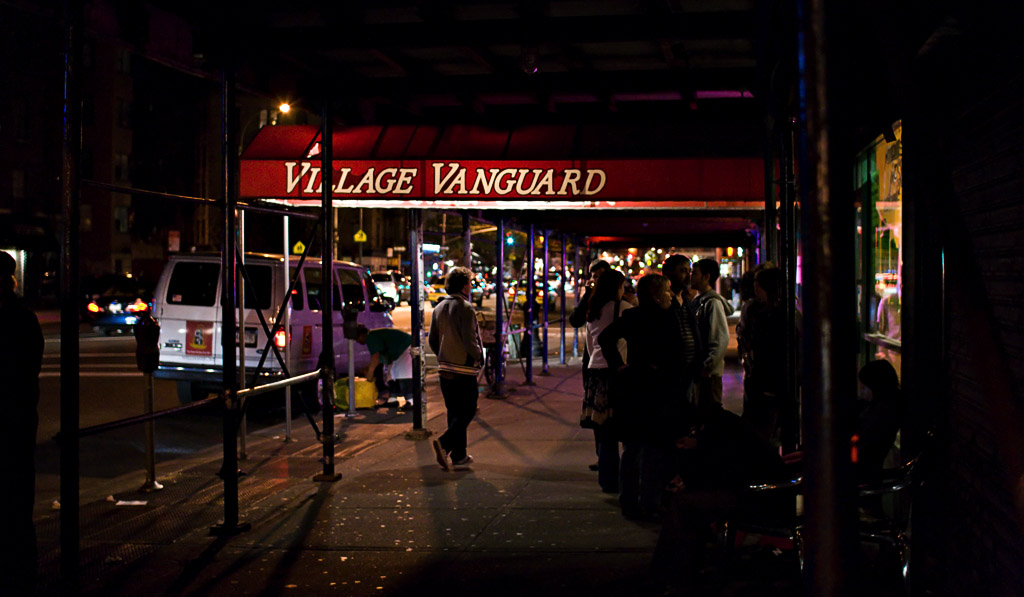
O Village Vanguard (foto de .Josh Staiger)

O Village Vanguard é um tradicional clube de jazz situado em Manhattan, em Nova Iorque. Foi fundado em 1935 por Max Gordon (que faleceu em 1989). Atualmente é conduzido por sua mulher.
É marcado por sempre receber grandes nomes do jazz americano. Recentemente foi lançado um livro que conta a trajetória da casa.

## História

### Primeiros anos
Max Gordon abriu o Village Vanguard em 1934 na Charles Street e na Greenwich Avenue. Ele pretendia que fosse um fórum para poetas e artistas, bem como um local para apresentações musicais. Devido a instalações insuficientes, Gordon foi recusado uma licença de cabaré do departamento de polícia e foi incapaz de criar o clube que ele imaginava. Em sua autobiografia, escreveu: "Eu sabia que, se alguma vez chegasse a um lugar no negócio das boates, teria que encontrar outro lugar com dois johns, duas saídas, a duzentos pés de distância de uma igreja, sinagoga ou escola, e com o aluguel abaixo de US $ 100 por mês ". Em 1934, ele mudou seu negócio e comprou o Golden Triangle, um speakeasy na 178 Seventh Avenue South.
O Triângulo Dourado abriu suas portas em 1935.
A estrutura do porão do Triângulo Dourado se assemelhava à de um triângulo isósceles. Depois de comprar a propriedade, Gordon mudou o nome do clube para Village Vanguard.
Como seu protótipo na Charles Street, o Vanguard era dedicado a leituras de poesia e música folclórica. Durante as décadas de 1930 e 1940, os visitantes do clube ouviram poesia lida por Maxwell Bodenheim e Harry Kemp, blues e música folclórica de Lead Belly e calipso caribenho pelo Duque de Ferro. Pintores discutiram a Guerra Civil Espanhola entre paredes pontilhadas por pôsteres políticos. Comediantes como Phil Leeds realizavam rotinas de stand-up.

### Jazz

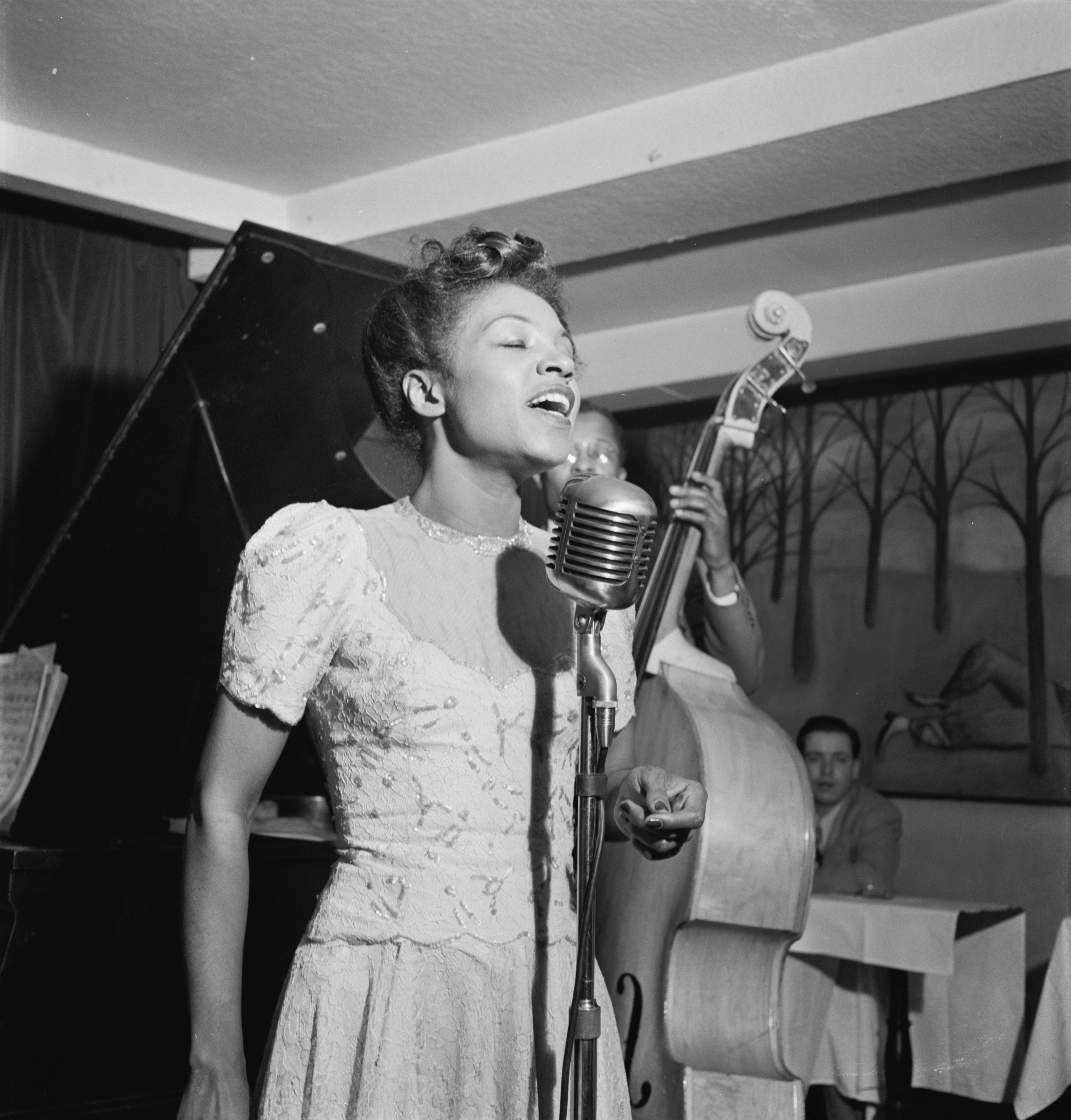
Maxine Sullivan, Março de 1947

Lorraine Gordon escreveu: "A maior razão pela qual meus amigos e eu fomos ao Vanguard foi porque havia sessões de jazz à tarde nos domingos. Você podia ouvir Lester Young, Ben Webster; todos os maiores músicos de jazz por cinquenta centavos de dólar. na porta, ou algo assim." Embora o jazz ainda não fosse a principal atração do clube, o Vanguard era um paraíso para pequenos grupos de swing.
Nas décadas de 1930 e 1940, Sidney Bechet, Una Mae Carlisle, Art Hodes e Mary Lou Williams se apresentaram no Vanguard. Lorraine Gordon, esposa de Max Gordon, disse: "com o tempo, Max começou a agendar atos, muitas vezes três por noite. Muitos provaram ser jazzistas de alto calibre". Em 1940, Roy Eldridge se apresentou no Vanguard. Sua performance e seus fãs dedicados levantaram a possibilidade de que o jazz pudesse ser a principal atração. À medida que o jazz moderno se desenvolveu na década de 1940, pequenos grupos começaram a dominar a vanguarda. Estudantes universitários e artistas de Greenwich Village se interessaram pelo jazz. Em 1940, um trio residente foi formado por Eddie Heywood, Zutty Singleton e Jimmy Hamilton.
Seguiram-se shows de Thelonious Monk, Dizzy Gillespie, Miles Davis, Stan Getz e Art Blakey.
```
Seguiram-se shows de Thelonious Monk, Dizzy Gillespie, Miles Davis, Stan Getz e Art Blakey
```